# おぎやはぎnoだっぴんぐ
おぎやはぎnoだっぴんぐは、テレビ静岡で2005年5月4日から同年10月22日まで毎週水曜日24:35 - 25:05に放送されたテレビ番組である。全22回。

## 概要
おぎやはぎの初冠番組である。
架空のショーパブ「だっぴんぐ劇場」（支配人・矢作、バーテン・小木、看板女優ローズマリー・田上）に、一皮向けたいプロダクション人力舎の若手芸人が毎回1組訪れる。
若手芸人にはテーマに沿ったロケに出てもらい、最終的にロケを取材源とした新ネタを作成・披露してもらう。序盤の数回を除いては、観客のアンケートが芳しくない場合はネタ部分を一部カット（最悪の場合オールカット）する方式となっていた。
若手芸人のうち、複数回の登場を果たしたキングオブコメディ、東京03、エレファントジョンは、同枠後番組のメインレギュラーとなっている（キングオブコメディは諸事情によりお蔵入り）。

## 出演
メインおぎやはぎ、田上よしえ
ゲストキングオブコメディ、東京03、オンザライス、オレンジジュース、ラバーガール、エレファントジョン、鬼ヶ島

## DVD
- おぎやはぎnoだっぴんぐ